# Гробниця Ехнатона
27°37′34″ пн. ш. 30°59′07″ сх. д. / 27.626202° пн. ш. 30.985193° сх. д.
Гробниця Ехнатона — первісне місце поховання фараона Ехнатона і його доньки Макетатон. Побудована під керівництвом Ехнатона і розташована в горах Амарни — біля побудованої ним столиці Ахетатон.

## Архітектура
Гробницю виявлено італійським археологом Алессандро Барсанті в 1893–1894 роках.
Починається коридором, який веде вниз. На його половині — незакінчена кімната (можливо призначена для Нефертіті). Далі праворуч ще відгалуження кімнат.
В кінці коридору невелике приміщення і похоронна камера з саркофагом, що стоять в виїмці у підлозі. Саркофаг розписаний сюжетом, що показує Нефертіті в образі оберігаючої богині і сонячний диск Атона.

## Сцени гробниці

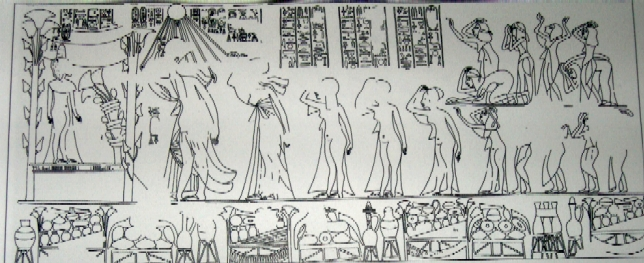
Сцена з гробниці

Друге відгалуження з трьох камер (званих альфа, бета і гамма), ймовірно, було гробницею Макетатон, другої дочки Ехнатона. Дві камери (альфа і гамма) оформлені й зображують схожі сцени: в камері альфа Ехнатон і Нефертіті схилилися над нерухомим тілом жінки, плачучи і обнявши один одного для моральної підтримки; поруч стоїть няня з немовлям на руках, у супроводі обдувателя віялоом, що вказує на королівський статус дитини. Імена персонажів сцени були виламані. В камері гамма дуже схожа сцена; тут ієрогліфи ідентифікують мертву молоду жінку як Макетатон.
У тій же камері на іншій сцені показано, як Макетатон стоїть під навісом, який зазвичай пов'язаний з народженням дитини, але також може тлумачитися як відродження принцеси. Перед нею, серед придворних, варто відзначити Ехнатон, Нефертіті і їх три інші дочки: Мерітатон, Анхесенамон і Нефернеферуатон-Ташер. Присутність королівської дитини передбачає, що принцеса померла під час пологів (у цьому випадку батьком, ймовірно, був Ехнатон, що одружився зі своєю дочкою), але ця гіпотеза не доведена.
Є ймовірність, що камера альфа була гробницею не для Макетатон, а для когось іншого, наприклад Киї, а немовля може бути Тутанхамоном.
Багато декорацій були знищені повінню.

## Після поховання

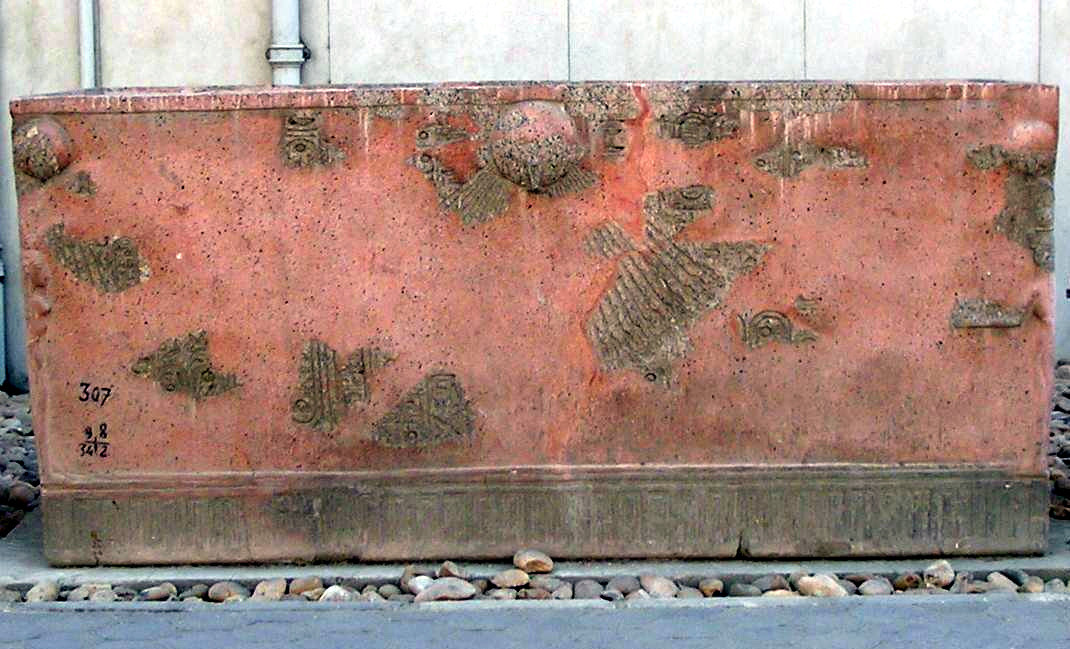
Реконструйований саркофаг Ехнатона

Після повернення столиці в Фіви тіло Ехнатона було прибрано з гробниці і можливо перепоховано десь в Долині царів — найбільш ймовірно що це мумія в гробниці KV55. Саркофаг Ехнатона був зруйнований, але в наш час реконструйований, і тепер розміщений в саду єгипетського музею Каїра.